# Cima Fernández
La Cima Fernández è il punto più alto, per altitudine, raggiunto dai ciclisti professionisti durante ciascuna Vuelta a España. È stata istituita nel 1985 in omaggio al ciclista spagnolo Alberto Fernández Blanco, deceduto nel 1984 in un incidente stradale. 
Nella storia della Vuelta il punto più alto raggiunto in assoluto è la Sierra Nevada, a 2510 metri d'altitudine. 